# Asian F
«Asian F» (рус. Азиатская «F», Азиатская «двойка») — третий эпизод третьего сезона американского музыкального телесериала «Хор», показанный на телеканале Fox 4 октября 2011 года. Центральными персонажами серии стали Эмма Пилсберри и Майк Чанг, у которых возникли проблемы с родителями, а между тем остальные хористы борются за роли в постановке Вестсайдской истории. В эпизоде прозвучали кавер-версии шести песен, которые были выпущены в качестве синглов посредством цифровой дистрибуции.

## Сюжет
Майк Чанг (Гарри Шам-младший) находится под давлением со стороны отца, Майка Чанга-старшего (Сим Кхён), который готовит сына к поступлению в Гарвард и запрещает ему тратить время на хор. Пять с минусом по химии он называет азиатской «двойкой» и заставляет сына воспользоваться услугами репетитора. Майк обещает отцу начать заниматься, однако не может пропустить прослушивание на роль Риффа в мюзикле. Его мать Джулия (Тэмлин Томита) видит сына танцующим в репетиционном зале, и говорит, что не позволит ему отказаться от мечты стать артистом, так же, как это сделала она. Майк проходит прослушивание на роль, исполнив свою первую сольную песню в хоре.
Сантана (Ная Ривера) возвращается в хор, несмотря на запрет тренера команды поддержки Сью Сильвестр (Джейн Линч). Бриттани (Хизер Моррис) конкурирует с Куртом (Крис Колфер) в выборах на должность президента старших классов, и чтобы агитировать девушек школы голосовать за себя, поёт песню «Run the World (Girls)». Курт мирится с Блейном (Даррен Крисс), даря ему цветы и говоря, что не будет обижаться, если он получит роль Тони.
Мерседес (Эмбер Райли) считает, что её талант недооценён, а хор и Уилл Шустер (Мэтью Моррисон) подпевают Рейчел (Лиа Мишель). Она проходит прослушивание на главную женскую роль Марии, и жюри в лице Арти (Кевин Макхейл), тренера Шэнон Бист (Дот Джонс) и Эммы Пилсберри (Джейма Мэйс) решают сделать двойной кастинг — поделить роль Марии между Мерседес и Рейчел, дав им по два утренних и вечерних спектакля. Мерседес не устраивает их решение, и она покидает хор. Рейчел получает роль, но не радуется; она решает, что ей нужно что-то, чтобы поступить в Нью-Йоркскую академию драматических искусств, а выборы в президенты класса — хороший шанс выделиться. Она говорит Курту, что решила выдвинуть свою кандидатуру. Курт расстроен тем фактом, что его подруга решила пойти против него.
Уилла беспокоит, что Эмма не хочет знакомить его со своими родителями. Уилл самостоятельно приглашает их, устроив ужин, и узнаёт, что её родители — «рыжие расисты», почитающие только рыжий цвет волос, считая его особенным. Они унижают Эмму, когда у той начинается приступ ОКР, и Уилл ссорится с ними. Вечером Эмма не выдерживает того, что не может сдерживать свою болезнь; она начинает молиться, говоря, что делает это всегда. Уилл поёт для неё песню «Fix You» вместе с остальными членами хора. Арти вывешивает решение жюри: роль Риффа достаётся Майку, роль Аниты получает Сантана, роль Тони — Блейн, а роль Марии — Рейчел, Курт — офицера Крапке. Мерседес идёт к Шелби Коркоран (Идина Мензель), зная, что та набирает студентов в конкурирующий хор, и соглашается присоединиться к ней.

## Создание
Съёмки эпизода стартовали 26 августа 2011 года и продолжались вплоть до 16 сентября, когда была отснята последняя сцена. В эпизоде появляются новые персонажи, являющиеся родственниками героев. Родителей Эммы Пилсберри, Роуз и Расти Пилсберри, сыграют Валери Макхаффи и Дон Мост, а родителей Майка, Джулию Чанг и Майка Чанга-старшего, сыграют Тэмлин Томита и Кенг Шим соответственно.
В качестве приглашённых актёров в эпизоде появляются Айкбал Теба в роли директора Фиггинса, Дот Джонс в роли тренера Шэнон Бист, Майк О’Мэлли в роли Барта Хаммела, отца Курта, Эшли Финк в роли студентки Лоурен Зайзис и Идина Мензель в роли преподавателя МакКинли и биологической матери Рейчел, Шелби Коркоран.
В эпизоде прозвучала первая кавер-версия группы Coldplay, «Fix You», которую исполнил Мэтью Моррисон вместе с хором МакКинли. Помимо этого, в эпизод вошли ещё пять музыкальных номеров, среди которых «Run the World (Girls)» Бейонсе, исполненный Хизер Моррис, а также «Spotlight» Дженнифер Хадсон, «Cool» из мюзикла Вестсайдская история, «Out Here On My Own» и «It’s All Over». композицию «Cool» исполнит Гарри Шам-младший, что станет его первым сольным выступлением в сериале.

## Реакция
Актёр Даррен Крисс назвал его одним из своих любимых эпизодов во всём сериале. До официального выхода серии она была показана прессе 28 сентября 2011 года. Кристин Дос Сантос из ''E! Online'' и Майкл Астелло из ''TVLine'' положительно отозвались об эпизоде, а Дос Сантос назвала его «возможно, лучшей серией „Хора“ не только в сезоне, но и в сериале в целом», а Астелло — «выдающимся».